# Zvonko Pamić
Zvonko Pamić (* 4. Februar 1991 in Pula) ist ein kroatischer Fußballspieler auf der Position eines zentralen Mittelfeldspielers.

## Verein

### Anfänge in Kroatien
Pamić ist der Sohn von Igor Pamić. Sein Bruder Alen (1989–2013) spielte beim HNK Rijeka und beim NK Istra 1961. Beim NK Žminj, seinem ersten Profiverein, erzielte er in der Hinrunde der Saison 2007/08 in 18 Einsätzen drei Treffer und wechselte in der Winterpause zum HNK Rijeka. Von dort wurde er für die folgenden Spielzeiten an den NK Karlovac verliehen.

### Wechsel nach Deutschland
Pamić wechselte zur Saison 2010/11 zu Bayer 04 Leverkusen, wurde aber sofort an den SC Freiburg weiter verliehen. Dort kam er allerdings lediglich auf zwei Bundesligaeinsätze. Zur Saison 2011/12 wurde Pamić erneut verliehen, diesmal an den Zweitligisten MSV Duisburg. Nach der Spielzeit wurde der Leihvertrag um ein weiteres Jahr verlängert.

### Rückkehr auf den Balkan
Im Dezember 2012 wurde der ursprünglich bis zum Saisonende geltende Leihvertrag zwischen dem MSV Duisburg und Bayer 04 Leverkusen zum Jahresende aufgelöst. Pamić, der bei der Werkself noch einen Vertrag bis 2015 besaß, wechselte anschließend gegen eine Ablöse zurück in seine Heimat zu Dinamo Zagreb.
Nach Ausleihen zu NK Istra Pula, Lokomotiva Zagreb und NK Hrvatski dragovoljac stand er ab 2018 fest im Kader von OFK Titograd. Doch schon sechs Monate später nahm ihn NK Široki Brijeg unter Vertrag. Dann ging er weiter zu NK Krško und seit Anfang 2021 spielt er für den Drittligisten NK Karlovac.

## Nationalmannschaft
2007 spielte Pamić zum ersten Mal im U-16-Trikot von Kroatien. Es folgten vier weitere Einsätze. 2009 spielte er zweimal für die U-18, und von 2009 bis 2010 neunmal für die U-19-Nationalmannschaft. Hier erzielte Zvonko Pamić seine ersten vier Tore. 2011 folgten zwei weitere Einsätze für die U-20. Von 2010 bis 2011 spielte er fünfmal für die kroatische U-21-Nationalmannschaft.

## Erfolge
- Kroatischer Meister: 2013, 2014, 2016